# Agustín Muñoz
Don Agustín Maria Muñoz y Borbón, in spagnolo: don Agustín Maria Muñoz, duque de Tarancón, I duca di Tarancón, I visconte di Rostrollano e grande di Spagna (Madrid, 15 marzo 1837 – Rueil-Malmaison, 15 luglio 1855), era il maggiore dei figli maschi di Maria Cristina, reggente e regina madre di Spagna, e del marito morganatico Agustín Fernández Muñoz, duca di Riansares.

## Biografia

### Infanzia ed esilio
Muñoz nacque a Madrid mentre sua madre era ancora reggente di Spagna e il matrimonio dei suoi genitori non era ancora pubblicamente noto. Nel 1840 Muñoz andò con i suoi genitori in esilio in Francia. Nel 1842 sua madre acquistò il castello di Malmaison, dove Muñoz e i suoi fratelli e sorelle crebbero.

### Duca di Tarancón
Nel 1844 la sorellastra di Muñoz  fu dichiarata maggiorenne e divenne regina come Isabella II di Spagna. Il 19 novembre 1847 diede a Muñoz il titolo di duca di Tarancón, a cui fu apposto quello di grande di Spagna. Il 10 giugno 1849 gli concesse un secondo titolo, quello di visconte di Rostrollano..
Nel 1846 Muñoz fu candidato al trono dell'Ecuador da Juan José Flores, ex presidente del paese e venne denominato dalla stampa spagnola come "principe delle Antille". Mentre in un primo momento la proposta ottenne un certo sostegno da parte dei governi spagnolo e britannico, presto fallì.

### Morte

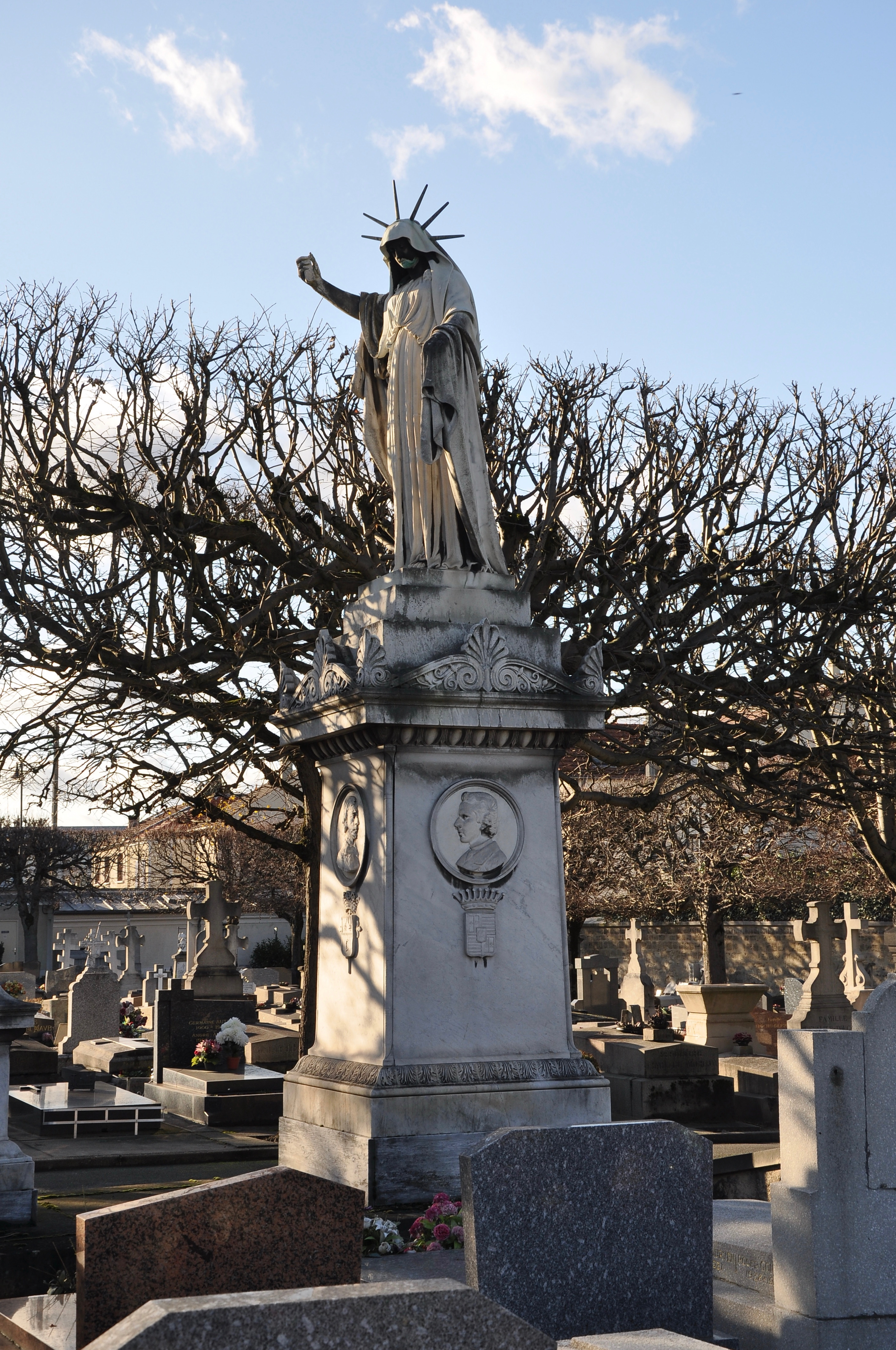
La tomba di Agustín Muñoz e il monumento dei Tre bambini, dedicato ai tre figli di Maria Cristina, nel cimitero di Rueil-Malmaison. Opera dello scultore Felipe Moratilla y Parreto.

Muñoz morì nel 1855 a Malmaison all'età di 18 anni. I suoi resti furono sepolti in una tomba nel cimitero di Rueil-Malmaison.

## Ascendenza
|                                          |                                    |                                      | Genitori                                |  |  | Nonni |  |  | Bisnonni                                       |  |  | Trisnonni              |  |
|                                          |                                    |                                      |                                         |  |  |       |  |  | 8. Francisco Javier Muñoz y Carrillo de Torres |  |  | 16. José Muñoz Navarro |  |
|                                          |                                    |                                      |                                         |  |  |       |  |  | 8. Francisco Javier Muñoz y Carrillo de Torres |  |  | 16. José Muñoz Navarro |  |
|                                          |                                    | 17. Manuela Carrillo de Torres Frías |                                         |  |  |       |  |  | 8. Francisco Javier Muñoz y Carrillo de Torres |  |  |                        |  |
| 4. Juan Antonio Muñoz y Funes            |                                    |                                      |                                         |  |  |       |  |  | 8. Francisco Javier Muñoz y Carrillo de Torres |  |  |                        |  |
|                                          |                                    | 9. Eugenia Dorotea Funes Martínez    | 18. Manuel Funes Burgo                  |  |  |       |  |  |                                                |  |  |                        |  |
|                                          |                                    | 9. Eugenia Dorotea Funes Martínez    | 18. Manuel Funes Burgo                  |  |  |       |  |  |                                                |  |  |                        |  |
|                                          |                                    | 9. Eugenia Dorotea Funes Martínez    | 19. Manuela Martínez                    |  |  |       |  |  |                                                |  |  |                        |  |
| 2. Agustín Fernández Muñoz               |                                    | 9. Eugenia Dorotea Funes Martínez    |                                         |  |  |       |  |  |                                                |  |  |                        |  |
|                                          |                                    | 10. Gabriel Antonio Sánchez Ordoñez  | 20. Gabriel Sánchez Muñoz               |  |  |       |  |  |                                                |  |  |                        |  |
|                                          |                                    | 10. Gabriel Antonio Sánchez Ordoñez  | 20. Gabriel Sánchez Muñoz               |  |  |       |  |  |                                                |  |  |                        |  |
|                                          |                                    | 10. Gabriel Antonio Sánchez Ordoñez  | 21. Yomar Ordóñez                       |  |  |       |  |  |                                                |  |  |                        |  |
| 5. Eusebia Sánchez y Ortega              |                                    | 10. Gabriel Antonio Sánchez Ordoñez  |                                         |  |  |       |  |  |                                                |  |  |                        |  |
|                                          |                                    | 11. María Francisca Ortega Campos    | 22. Lorenzo Ortega y Toledo             |  |  |       |  |  |                                                |  |  |                        |  |
|                                          |                                    | 11. María Francisca Ortega Campos    | 22. Lorenzo Ortega y Toledo             |  |  |       |  |  |                                                |  |  |                        |  |
|                                          |                                    | 11. María Francisca Ortega Campos    | 23. María Campos                        |  |  |       |  |  |                                                |  |  |                        |  |
| 1. Agustín Muñoz                         |                                    | 11. María Francisca Ortega Campos    |                                         |  |  |       |  |  |                                                |  |  |                        |  |
|                                          | 12. Ferdinando I delle Due Sicilie | 24. Carlo III di Spagna              |                                         |  |  |       |  |  |                                                |  |  |                        |  |
|                                          | 12. Ferdinando I delle Due Sicilie | 24. Carlo III di Spagna              |                                         |  |  |       |  |  |                                                |  |  |                        |  |
|                                          | 12. Ferdinando I delle Due Sicilie | 25. Maria Amalia di Sassonia         |                                         |  |  |       |  |  |                                                |  |  |                        |  |
| 6. Francesco I delle Due Sicilie         | 12. Ferdinando I delle Due Sicilie |                                      |                                         |  |  |       |  |  |                                                |  |  |                        |  |
|                                          |                                    | 13. Maria Carolina d'Asburgo-Lorena  | 26. Francesco I di Lorena               |  |  |       |  |  |                                                |  |  |                        |  |
|                                          |                                    | 13. Maria Carolina d'Asburgo-Lorena  | 26. Francesco I di Lorena               |  |  |       |  |  |                                                |  |  |                        |  |
|                                          |                                    | 13. Maria Carolina d'Asburgo-Lorena  | 27. Maria Teresa d'Austria              |  |  |       |  |  |                                                |  |  |                        |  |
| 3. Maria Cristina di Borbone-Due Sicilie |                                    | 13. Maria Carolina d'Asburgo-Lorena  |                                         |  |  |       |  |  |                                                |  |  |                        |  |
|                                          |                                    | 14. Carlo IV di Spagna               | 28. Carlo III di Spagna (= 24)          |  |  |       |  |  |                                                |  |  |                        |  |
|                                          |                                    | 14. Carlo IV di Spagna               | 28. Carlo III di Spagna (= 24)          |  |  |       |  |  |                                                |  |  |                        |  |
|                                          |                                    | 14. Carlo IV di Spagna               | 29. Maria Amalia di Sassonia (= 25)     |  |  |       |  |  |                                                |  |  |                        |  |
| 7. Maria Isabella di Borbone-Spagna      |                                    | 14. Carlo IV di Spagna               |                                         |  |  |       |  |  |                                                |  |  |                        |  |
|                                          |                                    | 15. Maria Luisa di Borbone-Parma     | 30. Filippo I di Parma                  |  |  |       |  |  |                                                |  |  |                        |  |
|                                          |                                    | 15. Maria Luisa di Borbone-Parma     | 30. Filippo I di Parma                  |  |  |       |  |  |                                                |  |  |                        |  |
|                                          |                                    | 15. Maria Luisa di Borbone-Parma     | 31. Luisa Elisabetta di Borbone-Francia |  |  |       |  |  |                                                |  |  |                        |  |
|                                          |                                    | 15. Maria Luisa di Borbone-Parma     |                                         |  |  |       |  |  |                                                |  |  |                        |  |